# Schoonspringen op de Gemenebestspelen 2014
Schoonspringen is een van de sporten die beoefend werden op de Gemenebestspelen 2014. Het schoonspringtoernooi vond plaats van 30 juli tot en met 2 augustus in de Royal Commonwealth Pool.

## Onderdelen en programma
Er worden tien onderdelen georganiseerd.
| Onderdeel                | 30 | 31 | 1 | 2 |
| ------------------------ | -- | -- | - | - |
| 1m plank (m)             | ●  |    |   |   |
| 3m plank (m)             |    | ●  |   |   |
| 10m toren (m)            |    |    |   | ● |
| 3m plank synchroon (m)   |    |    | ● |   |
| 10m toren synchroon (m)  |    |    | ● |   |
|                          |    |    |   |   |
| 1 m plank (v)            |    |    | ● |   |
| 3 m plank (v)            |    |    |   | ● |
| 10 m toren (v)           |    | ●  |   |   |
| 3 m plank synchroon (v)  | ●  |    |   |   |
| 10 m toren synchroon (v) | ●  |    |   |   |

## Medailles

### Mannen
| Onderdeel            | Goud | Goud                             | Zilver | Zilver                    | Brons            | Brons                                    |
| -------------------- | ---- | -------------------------------- | ------ | ------------------------- | ---------------- | ---------------------------------------- |
| 1 m plank            | ENG  | Jack Laugher                     | AUS    | Matthew Mitcham           | AUS              | Grant Nel                                |
| 3 m plank            | MAS  | Ooi Tze Liang                    | ENG    | Jack Laugher              | ENG              | Oliver Dingley                           |
| 10 m toren           | ENG  | Tom Daley                        | MAS    | Ooi Tze Liang             | CAN              | Vincent Riendeau                         |
| 3 m plank synchroon  | ENG  | Jack Laugher Chris Mears         | AUS    | Matthew Mitcham Grant Nel | ENG              | Nicholas Robinson-Baker Freddie Woodward |
| 10 m toren synchroon | AUS  | Matthew Mitcham Domonic Bedggood | ENG    | Tom Daley James Denny     | Niet uitgereikt¹ | Niet uitgereikt¹                         |

¹ Omdat er slechts vier teams meededen, werd er geen bronzen medaille uitgereikt.

### Vrouwen
| Onderdeel            | Goud | Goud                             | Zilver | Zilver                    | Brons | Brons                                    |
| -------------------- | ---- | -------------------------------- | ------ | ------------------------- | ----- | ---------------------------------------- |
| 1 m plank            | CAN  | Jennifer Abel                    | AUS    | Maddison Keeney           | AUS   | Esther Qin                               |
| 3 m plank            | AUS  | Esther Qin                       | CAN    | Jennifer Abel             | ENG   | Hannah Starling                          |
| 10 m toren           | CAN  | Meaghan Benfeito                 | MAS    | Pandelela Rinong          | CAN   | Roseline Filion                          |
| 3 m plank synchroon  | ENG  | Alicia Blagg Rebecca Gallantree  | CAN    | Jennifer Abel Pamela Ware | AUS   | Maddison Keeney Anabelle Smith           |
| 10 m toren synchroon | CAN  | Meaghan Benfeito Roseline Filion | ENG    | Sarah Barrow Tonia Couch  | MAS   | Pandelela Rinong Nur Dhabitah Mohd Sabri |

## Medailleklassement
| Plaats | Land      | Goud | Zilver | Brons | Totaal |
| 1      | Engeland  | 4    | 3      | 3     | 10     |
| 2      | Canada    | 3    | 2      | 2     | 7      |
| 3      | Australië | 2    | 3      | 3     | 8      |
| 4      | Maleisië  | 1    | 2      | 1     | 4      |
| Totaal | Totaal    | 10   | 10     | 9     | 29     |